# Luftbrisad
- Övre vänster: BGM-109 Tomahawk kryssningsrobot som luftbriseras över ett General Dynamics F-111 Aardvark attackflygplan, 1986.
- Övre höger: Flygbomb laddad med vit fosfor som släpps med luftbrisad över ett amerikanskt örlogsfartyg 1921.
- Undre vänster: Tungt bombflygplan, typ B-17 "Flygande Fästning", som beskjuts av luftbrisant luftvärn under andra världskriget.
- Undre höger: Luftbrisad med 40 mm gevärsgranat mot en sandsäcksskyddad måldocka.

Luftbrisad och luftkrevad (militärförkortning: lb och lk, engelska: air burst) är ett ammunitionsbegrepp som begriper explosionsfenomenen där en explosiv verkansdel i en vapenprojektil (exempelvis granat, flygbomb stridsraket, stridsrobot etc) åbringas att brisera eller krevera i luften under projektilbanan. Denna funktion används för att kunna verka utan anslag genom att låta projektilen explodera i målets närområde.
Skillnaden mellan luftbrisad och luftkrevad kan ungefärligt förenklas till fullständig jämte delvis söndring av vapenprojektilen. Luftbrisad innebär främst att hela projektilen exploderar och förintas medan luftkrevad ofta innebär att projektilen bara delvis sönderdelas, såsom avsprängning av yttre element (exempelvis lysgranater),  isärsprängning till substridsdelar (exempelvis Bofors BONUS), utskjutning av substridsdelar (exempelvis bombkapsel 90) eller utskjutning av kulkärvar (exempelvis granatkartescher) med mera.

## Användning
Luftbrisad används vanligen hos projektiler utformade efter splitterverkan, såsom sprängammunition och kulsprängammunition, etc. Splitterverkan är mycket lämpad för luftbrisad eftersom mer splitter hamnar i verkanszonen, gentemot anslagsbrisad (rörtändning av anslagsenergi) där visst antal splitter tas upp av anslagsplatsen. Denna verkan är lämpad mot oskyddade och lätt skyddade mål (exempelvis: infanteri, transportfordon med plåtkaross, flygmaskineri, krigsmateriel, etc), men ej mot tyngre, så kallade splitterskyddade mål, såsom pansarfordon. Utöver direktverkan skapar luftbrisad möjligheten att attackera mål bakom skydd, exempelvis en vall eller en vägg, etc, genom att skjuta en verkansdel ovanför vallen, alternativt genom väggen, och sedan luftbrisera denna i närheten av målen.
För att åstadkomma luftbrisad behövs en speciell typ av tändrör eller annan tändanordning som får projektilen att explodera i luften vid rätt tidpunkt. Två typer av tändrör för luftbrisad förekommer traditionellt: "tidrör" – där tändning sker efter förbestämd tid – och "zonrör" – där tändning sker vid närkontakt med målet, alternativt programmerbara tändrör som innehar både tid- och zontändning, där användaren tillåts välja hur tändning ska ske. Vid användning av tidrör behöver användaren ha avståndsinformation om målet så rätt tidräkning kan ställas in, medan zonrör enbart kräver att verkansdelen kommer i närheten av ett solitt objekt för tändning. Tidrör (eller "tidläge" hos programmerbara tändrör) är praktiskt när verkansdelen behöver skjutas horisontellt, då mark och byggnader får zonrör att tändas. Zonrör (eller "zonläge" hos programmerbara tändrör) är praktiskt när verkansdelen behöver skjutas vertikalt mot målet, till exempel upp i luften mot flygmål eller med skarp indirekt projektilark mot markmål. Vid det senare exemplet tänder zonröret verkansdelen när den känner av den inkommande marken, varav verkanszonen hamnar över ett större område jämfört med om verkansdelen hade verkat vid kontakt med marken.

## Historia

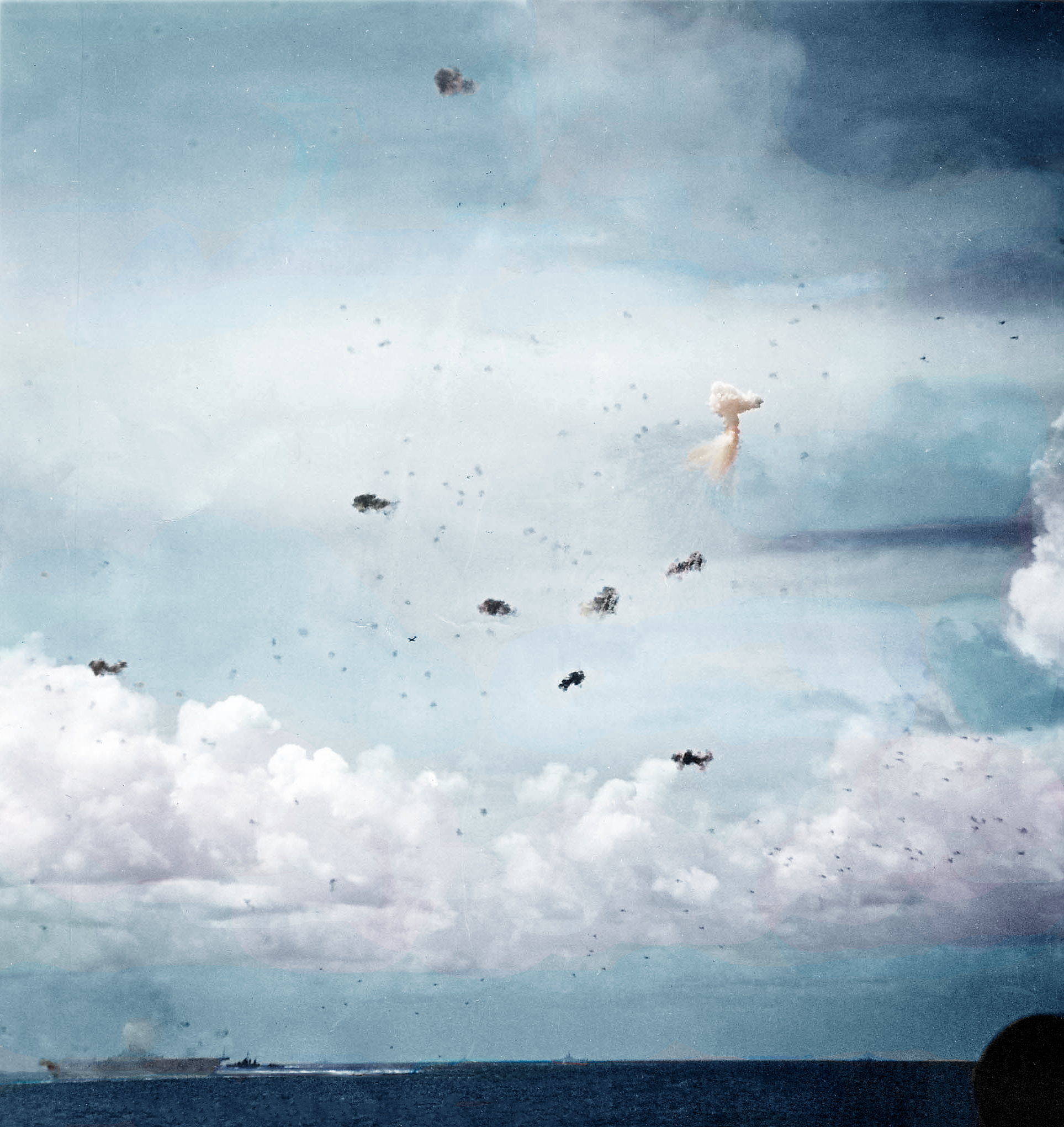
USS Wasp (CV-18) som kontrar japanska stört- och torpedbombare med luftbrisant luftvärn under slaget om Filippinska sjön, 19 till 20 juni 1944. Notera de små svarta rökmolnen som skapats av luftbriserande ammunition.

En äldre typ av vapenprojektil som använde luftbrisad (luftkrevad) var granatkartesch. Vid funktion avfyrade dessa flera stora metallkulor framåt likt en hagelpatron. Dessa användes ursprungligen som närförsvarsammunition inom artilleri men kom senare under mellankrigstiden och andra världskriget att brukas inom luftvärn tillsammans med luftbrisanta spränggranater. Luftbrisanta luftvärnsgranater sköts med kraftiga luftvärnskanoner och använde initialt tidrör, med övergång till zonrör under 1950-talet. Tidrör var problematiska eftersom de var mekaniska och behövde tempereras för hand.
Granatkartescher kom med tiden att ersättes med så kallade kulspränggranat, spränggranater vars sprängladdning fodrats med metallkulor för ökad splitterverkan och räckvidd vid luftbrisad. Kulspränggranater och ammunition med liknande verkansdel är i modern tid mycket vanliga ihop med luftbrisadfunktion.

## Flak (begrepp)
Luftbrisant ammunition var mycket vanligt inom luftvärn under andra världskriget. Under de allierade bombningarna av Nazityskland kom de allierade piloterna ofta att bemötas av luftbriserande luftvärnsprojektiler när de flög in över tyskt luftrum. De allierade piloterna kom således att kalla denna luftbrisanta luftvärnseld efter den tyska förkortningen för luftvärnskanon (tyska: flugabwehrkanone): "flak" (uttal: [flack]). Begreppet "flak" kom på så sätt att spridas som en generell term för luftvärnseld och luftvärnskanoner i talspråk – exempelvis: "we're taking flak" (ungefär: "vi blir beskjutna av luftvärn") eller "i see four flak-guns" (ungefär: "jag ser fyra stycken luftvärnskanoner"). Efter kriget kom begreppet att leva vidare med både tjänstgörande och veteraner som spred begreppet vidare till den generella civilbefolkningen.
Med tiden kom begreppet flak att få en överförd bemärkelse inom engelskan som en synonym för kritik. Till exempel: "said person has taken a lot of flak for said persons actions", vilket kan översättas till ungefär: "vederbörande har fått en hel del luftvärnseld (kritik) beskjuten på sig för sitt agerande".

## Exempel på vanliga luftbrisanta projektiler
- Granatkartesch
- Kulspränggranat
- Spränggranat

### Webbkällor
- Lärobok i Militärteknik, vol. 4: Verkan och skydd. https://www.diva-portal.org/smash/get/diva2:246045/FULLTEXT01.pdf. Läst 6 november 2022
- AMORDLISTA, Preliminär ammunitionsordlista. Försvarets materielverk. 1979. sid. 12, 15, 38, 42. Läst 6 november 2022